# Amt Langballe
Amt Langballe (Amt Langballig) er et amt i det nordlige Tyskland, beliggende i den nordøstlige del af Kreis Slesvig-Flensborg. Kreis Slesvig-Flensborg ligger i den nordlige del af delstaten Slesvig-Holsten (i Sydslesvig). Amtets administration er beliggende i byen Langballe.

## Kommuner i amtet
1. Dollerup
2. Grumtoft (Grundhof)
3. Langballe (Langballig)
4. Munkbrarup
5. Ringsbjerg (Ringsberg)
6. Ves (Wees)
7. Vesterskov (Westerholz)